# Cheumatopsyche guadunica
Cheumatopsyche guadunica är en nattsländeart som beskrevs av Li in Li och Dudgeon 1988. Cheumatopsyche guadunica ingår i släktet Cheumatopsyche och familjen ryssjenattsländor. Inga underarter finns listade i Catalogue of Life.